# خوان فرنسيسكو غيرا
خوان فرنسيسكو غيرا (بالإسبانية: Juan Francisco Guerra) (16 فبراير 1987 بكاراكاس في فنزويلا - ) هو مدرب كرة قدم ولاعب كرة قدم فنزويلي في مركز الوسط. شارك مع منتخب فنزويلا تحت 20 سنة لكرة القدم ومنتخب فنزويلا لكرة القدم. أما مع النوادي، فقد لعب مع نادي كاراكاس ونادي لاس بالماس وديبورتيفو لارا ونادي كارابوبو وتامبا باي راوديز ‏ ونادي موناغاس الرياضي وBrooklyn Knights ‏.

## وصلات خارجية
- خوان فرنسيسكو غيرا على موقع الاتحاد الدولي (مؤرشف)  (الإنجليزية)
- خوان فرنسيسكو غيرا على موقع قاعدة بيانات كرة القدم.إي يو (الإنجليزية)
- خوان فرنسيسكو غيرا على موقع ناشيونال فوتبول تيمز (الإنجليزية)
- خوان فرنسيسكو غيرا على موقع Soccerway.com (الإنجليزية)